# Pestwurz-Sommerwurz
Die Pestwurz-Sommerwurz (Orobanche flava) ist eine Pflanzenart aus der Gattung der Sommerwurzen (Orobanche) innerhalb Familie der Sommerwurzgewächse (Orobanchaceae). Sie wird auch als Hellgelbe Sommerwurz bezeichnet.

## Beschreibung

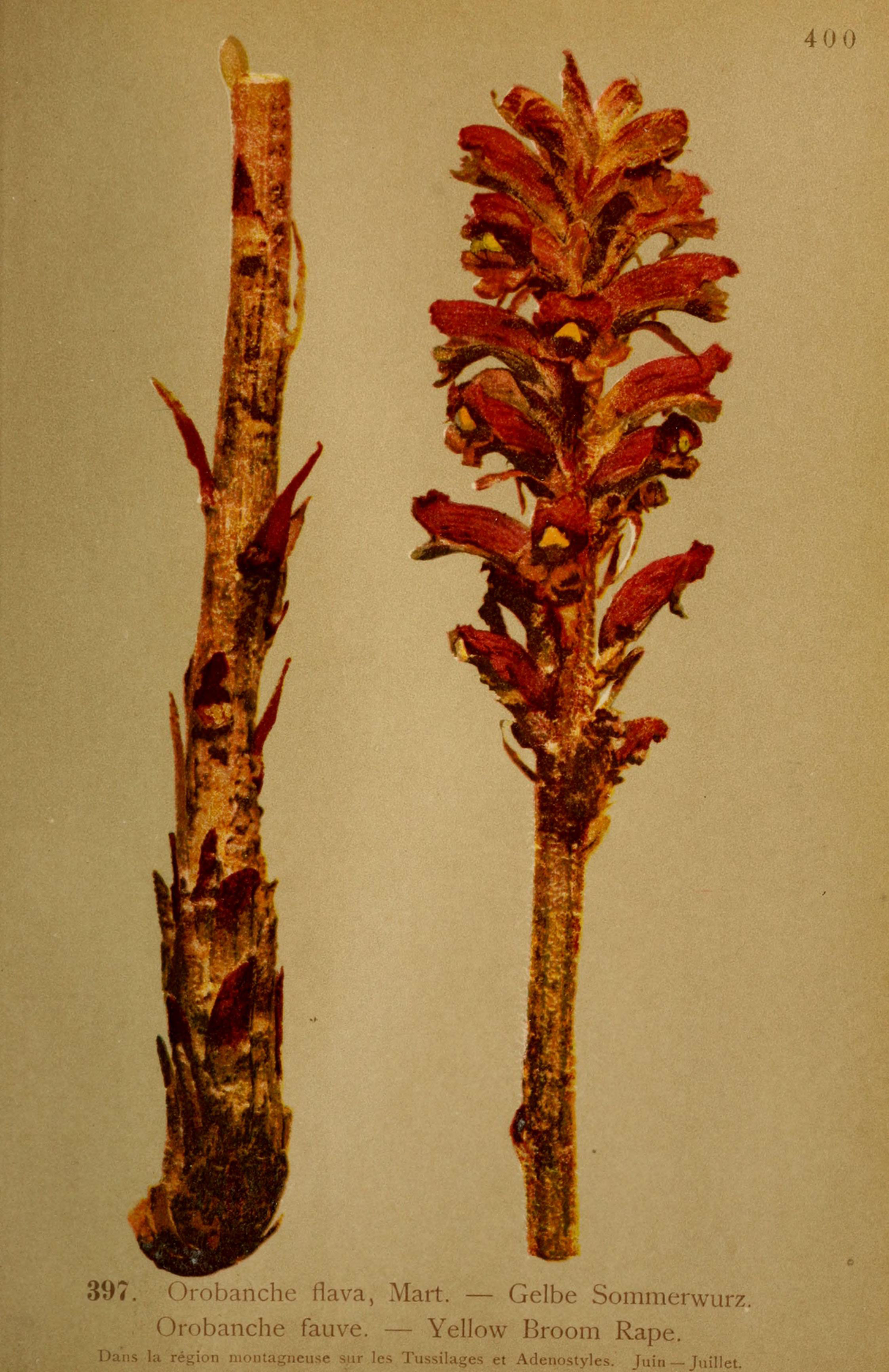
Illustration aus Atlas de la flora alpine, Tafel 397

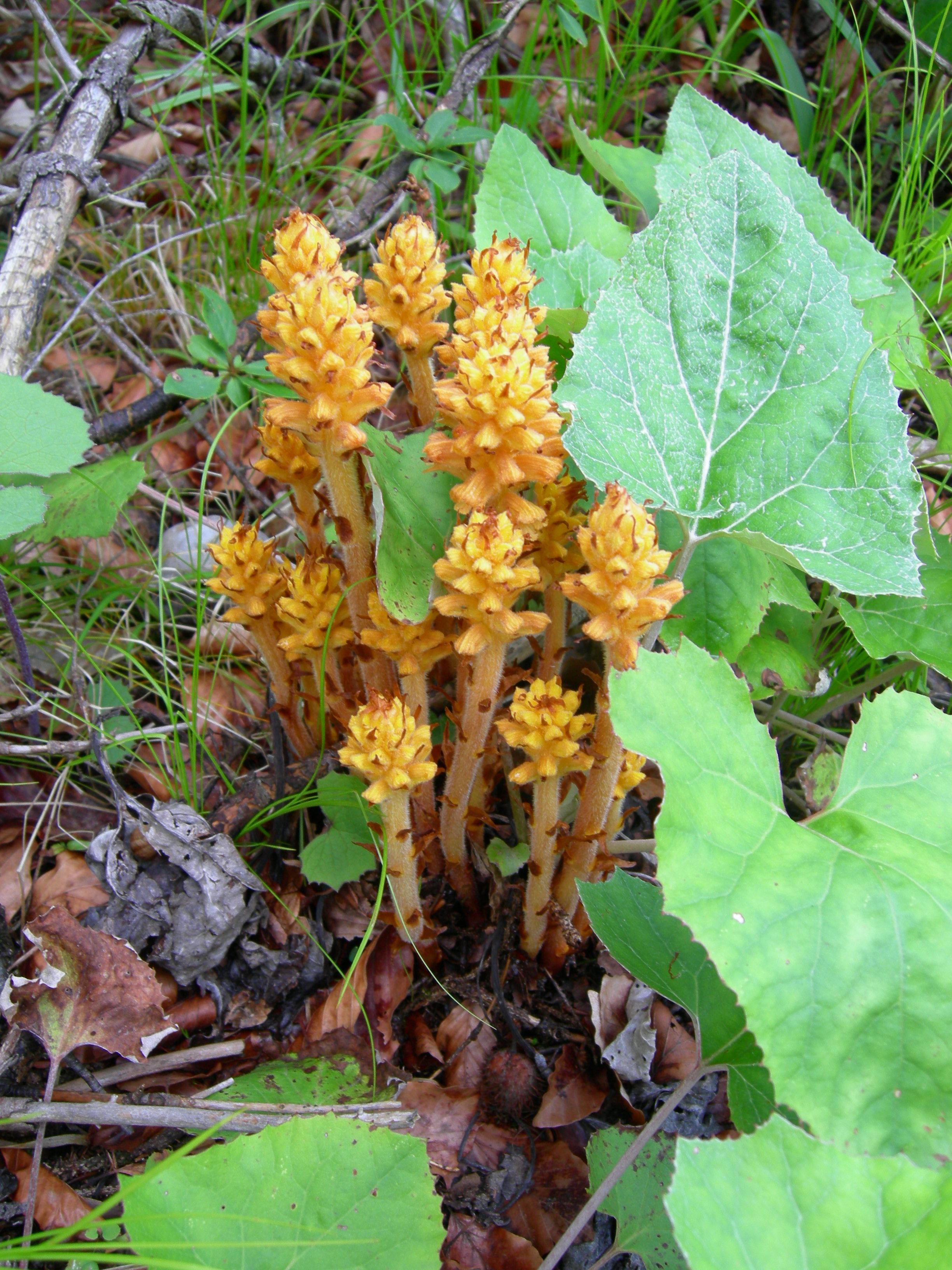
Habitus im Habitat mit Wirtspflanze

### Vegetative Merkmale
Die Pestwurz-Sommerwurz ist eine zweijährige krautige Pflanzen, die Wuchshöhen von 15 bis 40 Zentimetern erreicht. Der einfache Stängel ist wachsgelb.

### Generative Merkmale
Mit einer Blütezeit reicht von Juni bis August. Die Blüten befinden sich in einem ährigen Blütenstand.
Die zwittrige Blüte ist zygomorph mit doppelter Blütenhülle. Die Krone ist blass- bis hellgelb, seltener ockergelb. Die Oberlippe ist rötlich und beim Vertrocknen braun werdend. Kronen-Rücken und Kronen-Oberlippe haben keine kammförmige Erhebung. Die Kronen-Oberlippe ist tief zweilappig, Zipfel erst vorgestreckt, zuletzt zurückgeschlagen. Der Mittellappen der Kronen-Unterlippe ist helmförmig (konvex). Die Staubfäden sind vier bis sechs Millimeter über dem Grund der Kronröhre eingefügt. Der Griffel ist kahl bis spärlich drüsenhaarig.
Die Chromosomenzahl beträgt 2n = 38.

## Ökologie
Die Pestwurz-Sommerwurz ist ein Vollschmarotzer, der auf Petasites-Arten, besonders auf Petasites paradoxus, und auf Arten der Gattungen Adenostyles, Tussilago und  Aconitum parasitiert. Sie besitzt keine Chloroplasten und kann keine Photosynthese betreiben, sie ist daher vollständig auf die Ernährung durch ihre Wirte angewiesen (Holoparasit). Ihr schnelles Wachstum wird durch die in der Wurzelknolle gespeicherten Reservestoffe ermöglicht.

## Vorkommen
Von Orobanche flava gibt es Fundortangaben für Frankreich, Italien, Kroatien, Slowenien, Serbien, Rumänien, die Ukraine, Österreich, Deutschland, die Schweiz, Tschechien, Ungarn, Polen, die Slowakei, den Kaukasusraum und Marokko.
Standorte sind oft kalkreiche Felsschuttfluren, da Orobanche flava auf Pflanzenarten der Gattung Pestwurzen (Petasites) parasitiert – besonders auf Petasites paradoxus. Weiters auch auf Arten der Gattungen Alpendost (Adenostyles), Huflattich (Tussilago) und Eisenhut (Aconitum). Die Pestwurz-Sommerwurz ist in Mitteleuropa eine Charakterart der Klasse der Steinschutt- und Geröll-Gesellschaften (Thlaspietea rotundifolii), sie kommt aber auch in Pflanzengesellschaften des Mesobromion vor.
In Österreich gedeiht sie in der montane bis subalpinen Höhenstufe. In Österreich kommt sie in den Nördlichen Kalkalpen häufig, sonst zerstreut vor und fehlt im Burgenland sowie in Wien. In Deutschland kommt die Pestwurz-Sommerwurz nur im Süden (Alpen) vor. In den Allgäuer Alpen steigt sie in Bayern zwischen Dietersbachalpe und Älpele bis zu einer Höhenlage von 1650 Metern auf.

## Systematik
Die Erstbeschreibung von Orobanche flava erfolgte 1829 durch Carl Friedrich Philipp von Martius in F.W.Schultz: Beitrag zur Kenntniss der deutschen Orobanchen, S. 9, Figur 5.
Je nach Autor gibt es etwa zwei Varietäten:
- Orobanche flava var. doriae Emb. & Maire
- Orobanche flava C.F.P.Mart. ex F.W.Schultz var. flava